# Pantysgawn
Le Pantysgawn, aussi orthographié Pant-Ysgawn, est un fromage de chèvre gallois. Il est vendu en bûches de 150 g ou 1 kg. Il a une teneur en eau élevée et se conserve peu de temps.